# Rue Lucien-Gaulard
La rue Lucien-Gaulard est une voie du 18e arrondissement de Paris, en France.

## Situation et accès
La rue Lucien-Gaulard est une voie publique située dans le 18e arrondissement de Paris. Elle débute au 98, rue Caulaincourt et se termine en impasse.

## Origine du nom
Elle porte le nom de l'ingénieur Lucien Gaulard (1850-1888).

## Historique
Cette voie est ouverte par la Ville de Paris en 1905 et prend sa dénomination par un arrêté du 24 juin 1907. 